# Handest
Handest – miasto w Danii, w regionie Jutlandia Północna, w gminie Mariagerfjord.